# Section du Contrat-Social
La section du Contrat-Social était, sous la Révolution française, une section révolutionnaire parisienne.

## Représentants
Elle était représentée à la Commune de Paris par :
- Joseph Alavoine, tailleur d'habits pour femmes, né en 1731 où 1733 à Laverrière (Oise). Il demeurait 12, rue de la Tonnellerie et fut guillotiné le 11 thermidor an II (29 juillet 1794),
- Marc Louis Desvieux, avocat né en 1750 où 1752 à Aix-en-Provence. Juge puis président du tribunal du 3e arrondissement de Paris, il habite 105, rue Montorgueil. Inscrit sur la liste du Tribunal révolutionnaire, il est qualifié d'ex-noble, sans qu'on sache pourquoi, et est guillotiné le 11 thermidor an II,
- Nicolas Marie Lepauvre, professeur de mathématiques né en 1768. Il demeure 650, rue des Chartreux, il est guillotiné le 11 thermidor an II sur dénonciation du président de la section du Contrat-Social « comme n'étant pas à la hauteur du Républicanisme » [2].

## Historique
Cette section s’appela d’abord « section des Postes ». En août 1792, elle l’abandonna pour prendre celui de « section du Contrat-Social » du nom du titre d'un des ouvrages de Jean-Jacques Rousseau, qui demeura longtemps dans ce quartier.

## Territoire
Quartier des Halles centrales aux alentours de l’église Saint-Eustache.

## Limites
La rue Saint-Honoré, à gauche, depuis la rue du Four jusqu’à la rue de la Tonnellerie : la rue de la Tonnellerie, à gauche, jusqu’à la rue de la Fromagerie : le bout de la rue de la Fromagerie, à gauche, jusqu’à la rue Comtesse-d'Artois : les rues Comtesse-d'Artois et Montorgueil à gauche, jusqu’au passage du Saumon : la rue Montmartre, à gauche, depuis le Passage du Saumon jusqu’à la rue de la Jussienne : les rues de la Jussienne et Coq-Héron, à gauche de la rue Montmartre à la rue Coquillière : la rue Coquillière, à gauche, jusqu’à la rue du Four : la rue du Four, à gauche, jusqu’à la rue Saint-Honoré.

## Intérieur
Les rues Verderet, Plâtrière, du Jour, Traînée, Tiquetonne, des Prouvaires, des Deux-Écus, de La Fayette, etc., et généralement tous les rues, culs-de-sac, places, etc., enclavés dans cette limite.

## Local
La section du Contrat-Social se réunissait dans l’église Saint-Eustache.

## Population
12 500 habitants, dont 900 économiquement faibles.

## 9 Thermidor an II
Rapport d’Edme-Bonaventure Courtois :

« Le comité révolutionnaire de cette section s’est bien conduit dans la circonstance délicate de la rébellion thermidorienne 9 thermidor an II (27 juillet 1794). C’est à lui que l’assemblée générale de la section du Contrat-Social, égarée par Nicolas Lepauvre, officier municipal, doit en grande partie d’être revenue de son erreur. Elle avait envoyé des commissaires à la Commune ; deux d’entre eux y avaient prêté le serment. Elle paraissait ébranlée en faveur des rebelles (Maximilien de Robespierre, Georges Couthon, etc). Les discours d’un des membres du comité révolutionnaire, et les nouvelles certaines qu’elle reçoit de l’état vrai des choses, la frappent ; elle revient de son erreur, et envoie les députés à la Convention pour l’assurer de son attachement : le comité civil s’est adjoint à la députation. Depuis ce moment la section du Contrat-Social, ralliée aux principes, ne s’en est pas écartée, et l’on voit la force armée de la section se porter à la Convention pour la défendre, avant même d’en avoir reçu l’ordre. »

## Évolution
Après le regroupement par quatre des sections révolutionnaires par la loi du 19 vendémiaire an IV (11 octobre 1795) qui porte création de 12 arrondissements, la présente section est maintenue comme subdivision administrative, puis devient, par arrêté préfectoral du 10 mai 1811, le quartier Saint-Eustache (3e arrondissement de Paris).

## Galerie

Plan de la section des Postes.
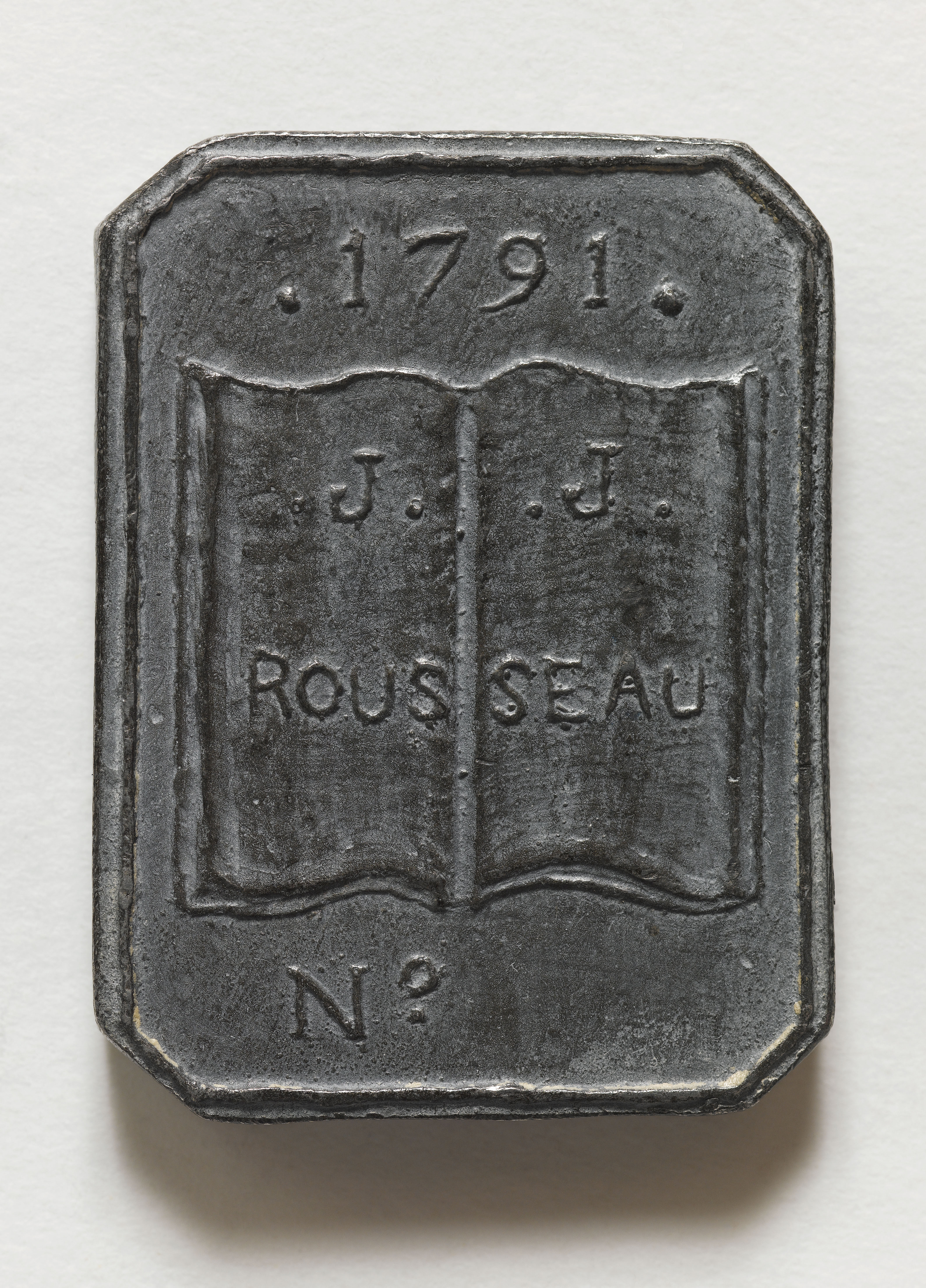
Insigne de la…
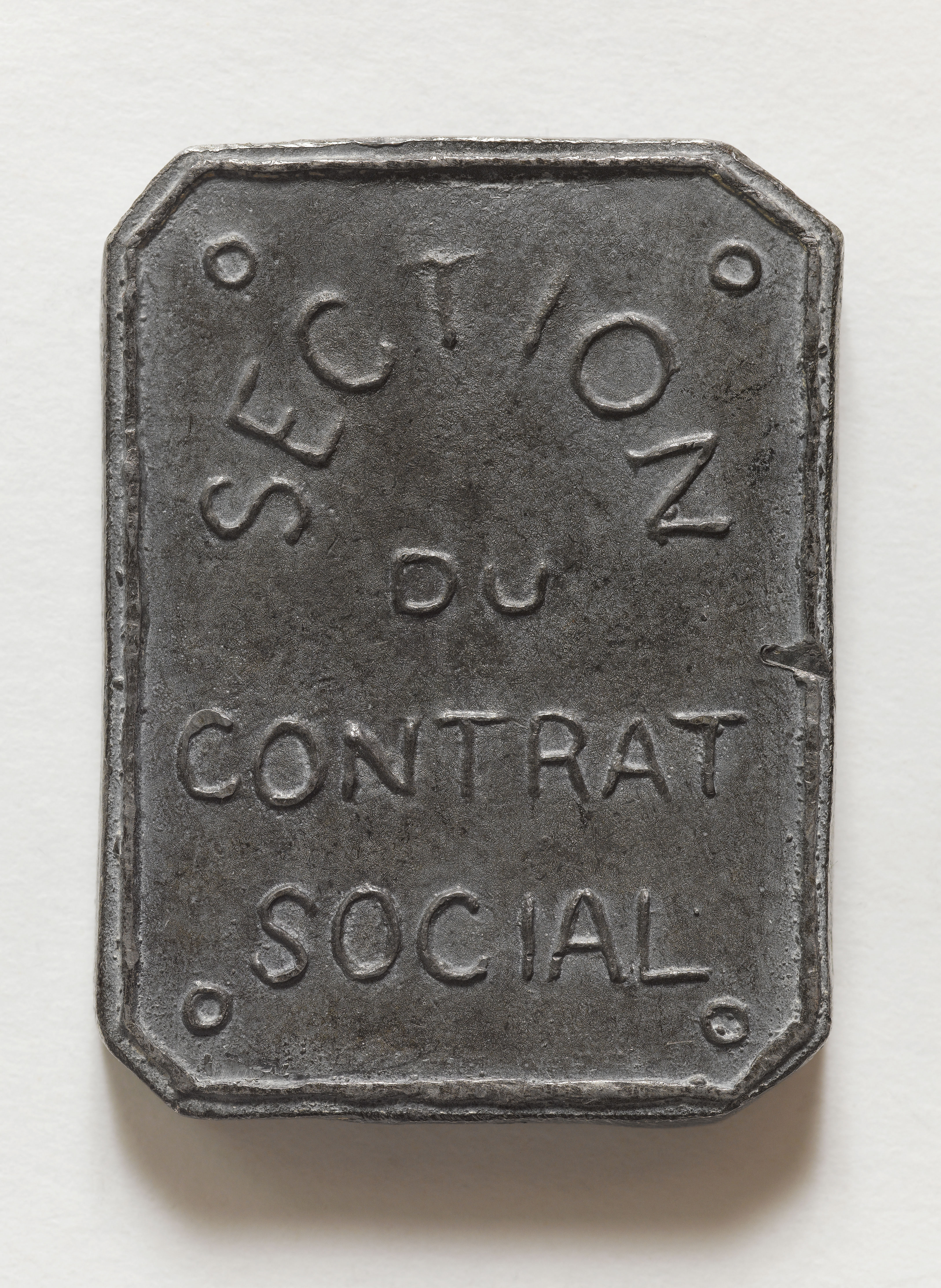
…section du Contrat-Social.